# Pseudechis rossignolii
Pseudechis rossignolii là một loài rắn trong họ Rắn hổ. Loài này được Hoser mô tả khoa học đầu tiên năm 2000.

## Hình ảnh

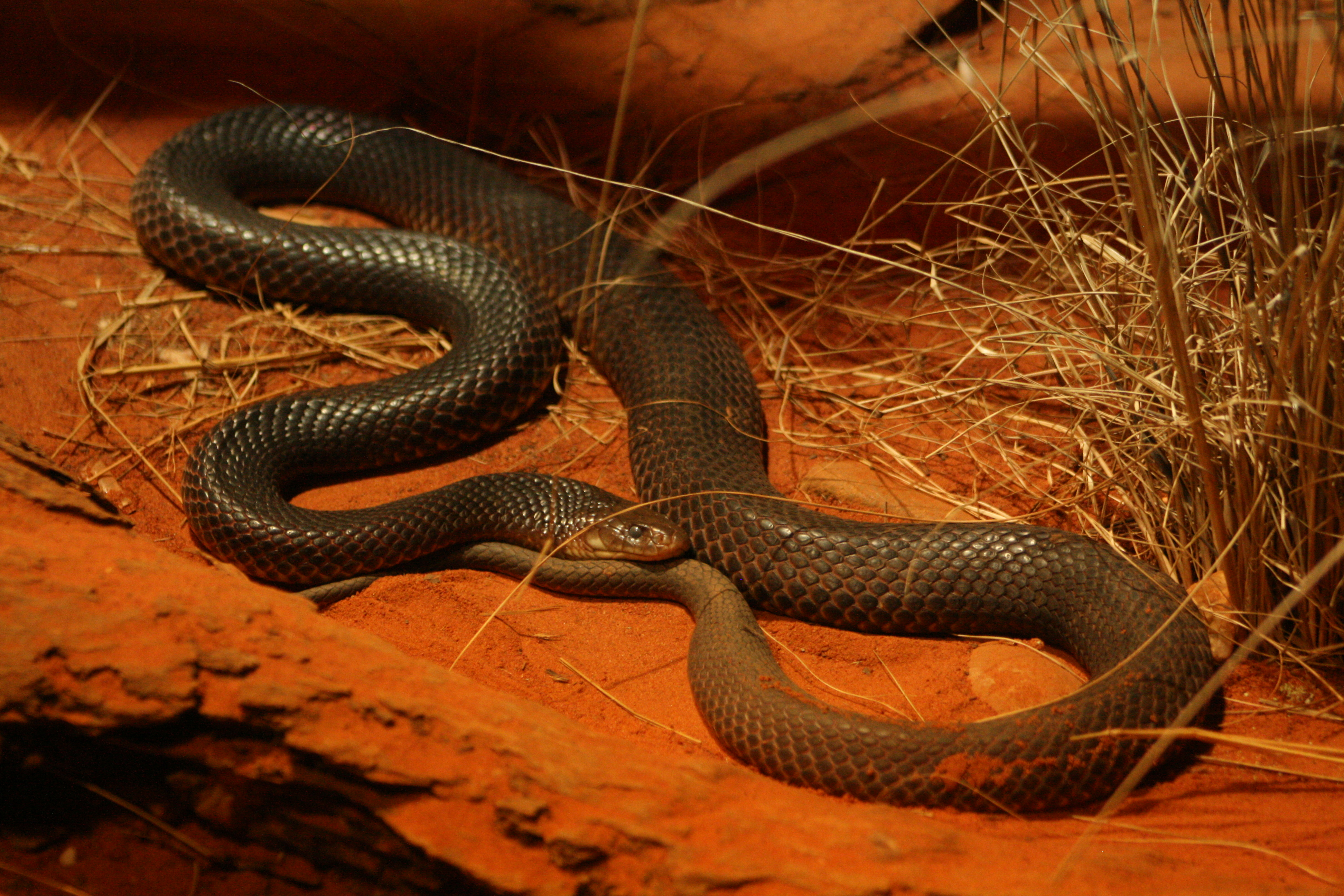
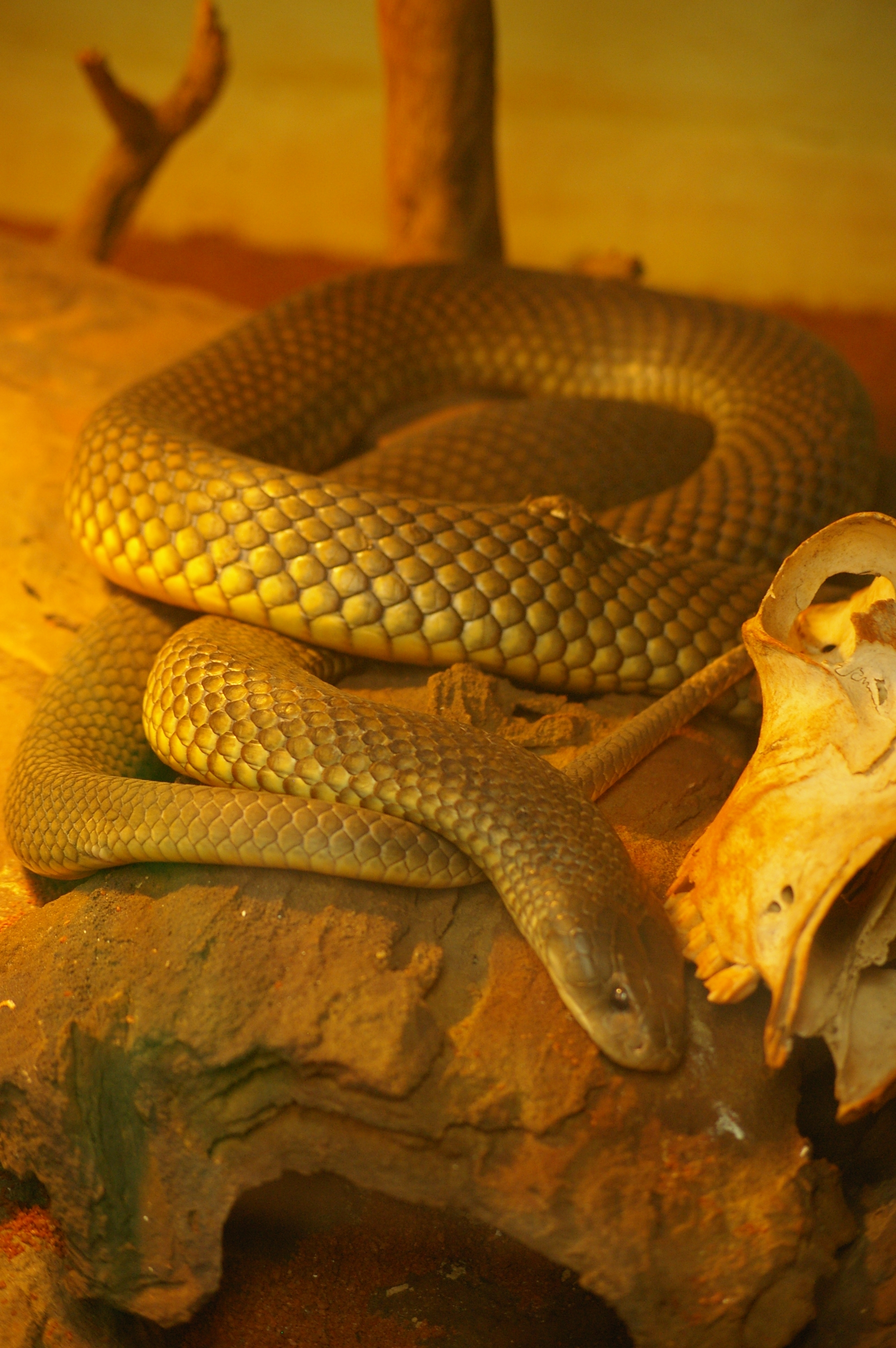
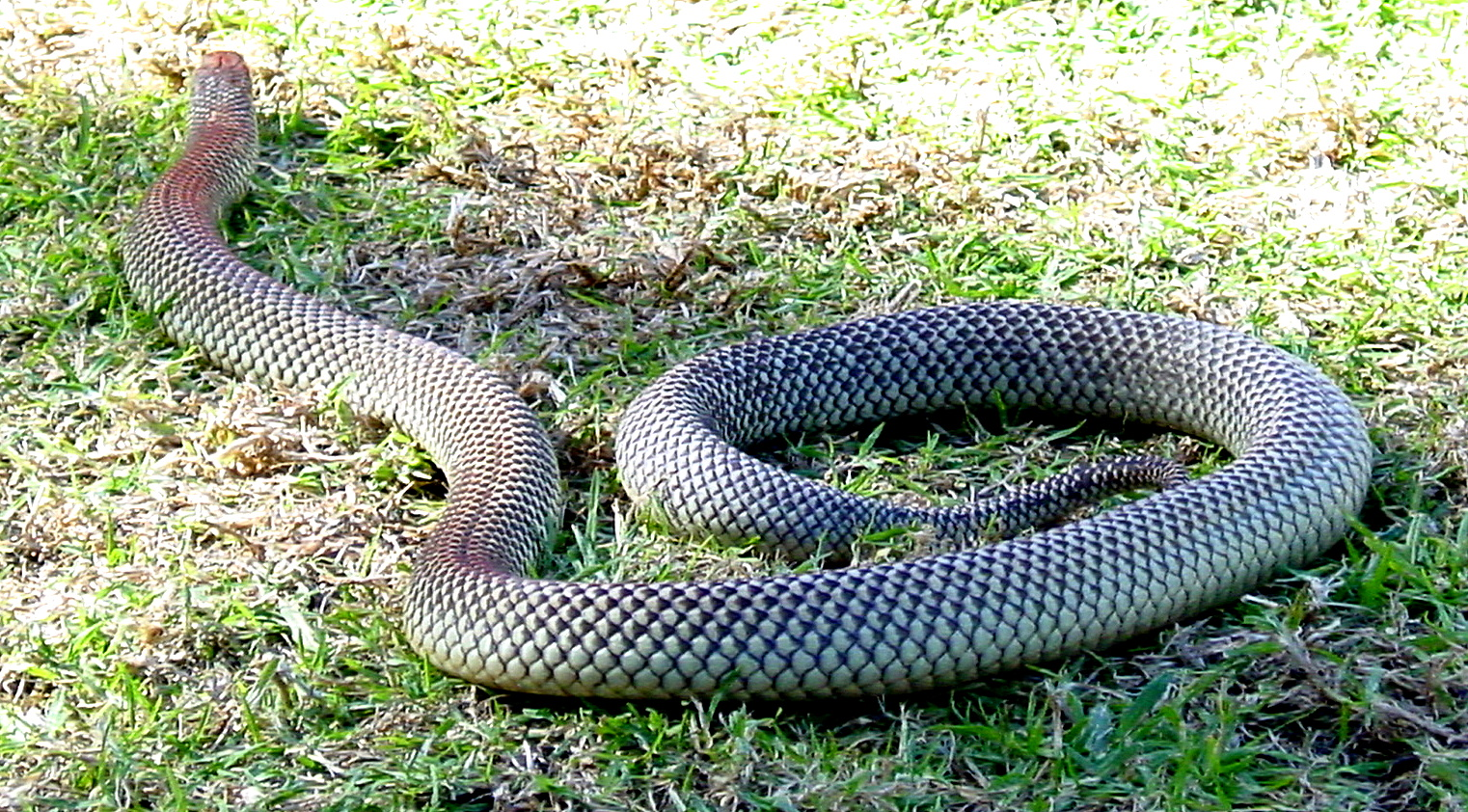
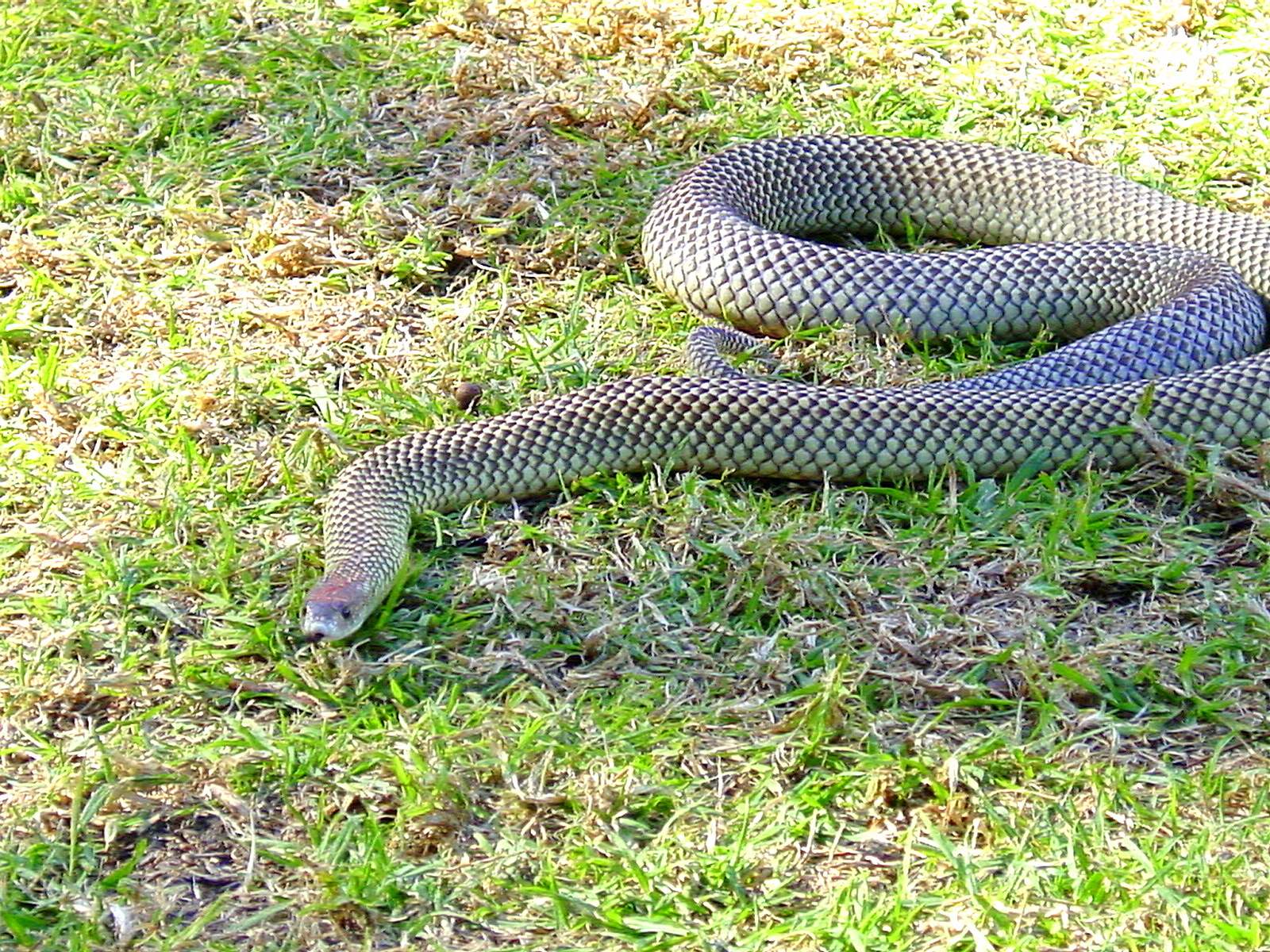